# فادي فوكيه
فادي فوكيه (10 ديسمبر 1956-) ممثل مسرحي ومخرج مصري ولد في محافظة القليوبية.

## حياته
هو الشقيق الأكبر للقاص المصري فيكتور فوكيه، اسم صار معروفا لدى النخب المسرحية في مصر وبعض البلاد العربية.أخرج وصمم العديد من «سينوغرافيا» الأعمال المسرحية الكبرى. كذلك نظم وأشرف على عدد من المهرجانات المسرحية المصرية.. وشارك في عروض عدة في تونس، لبنان، وسوريا. قبل ذلك كان «فادي» فنانا تشكيلياً تخرج من كلية التربية الفنية وهي الكلية التي يتخرج معظم طلابها للعمل في سلك التدريس الثانوى لمادة الرسم. لكنه أخذ طريقا آخر حيث حمل أحلامه وسافر بها إلى أروقة المسرح القومي المصري على أمل أن يستطيع إضافة أبعاد أخرى إلى حقله التشكيلي. ولم يكن «فادي» أول من حلم بتحقيق هذه المنظومة فقد سبقه من قبل عمر النجدي الذي قدم العديد من سينوغرافيا الأعمال المسرحية مثل ثورة الزنج مع معين بسيسو والفريد فرج.

## الشهادات الدراسية
- بكالوريوس تربية فنية جامعة حلوان- الزمالك 1982.[2]
- دبلوم دراسات عليا في النقد الفني- أكاديمية الفنون المصرية 1987

## العضوية
- عضو نقابة الفنانين التشكيليين.
- عضو نقابة المهن التمثيلية.
- عضو اتحاد الفنانين العرب.
- عضو فرقة المسرح القومى.
- عضو المجلس الأعلى للثقافة شعبة المسرح
- محاضر مادتى " المعمار المسرحى والسينوغرافيا "  و" حرفية مسرج "  بكلية الآداب جامعة عين شمس  قسم الدراما والنقد

## الوظائف والمهن التي اضطلع بها الفنان
- باحث ثقافة مسرحية بالمسرح الحديث (مايو 1992 – 1999).
- مدير مهرجان شبرا الخيمة للمسرح الحر (السابع والثامن والرابع عشر) (1999 - 2000 - 2006).
- مدير الأقسام الفنية بالمسرح الحديث.
- كبير مصممى الديكور بالمسرح القومى.
- مدير عام الإنتاج بالبيت الفنى للمسرح
- رئيس مهرجان الرواد المسرحى (الدورة الأولى والثانية) (2008-2009)
- عضو لجان التحكيم بالعديد من المهرجانات المسرحية
- عضو اللجنة العليا لمهرجان المسرح العربى (2005 - 2006)
- مدير عام الإنتاج بالبيت الفنى للمسرح (2010-2016)
- عضو اللجنة العليا لمهرجان آفاق (2014 - 2015)
- عضو لجان التحكيم بالعديد من المهرجانات المسرحية

## أعماله

### المعارض الخاصة
- معرض بنادى بهتيم الرياضى (تصوير- نحت) 1979. [2]
- معرض بقصر ثقافة شبرا الخيمة 1983.
- معرض بصالة المسرح الحديث (تصوير- نحت) 1986.
- معرض بصالة مسرح الطليعة (تصوير - نحت) مايو 2005.

### المعارض الجماعية المحلية
- المعرض القومى المصري للشباب من 1983 – 1987.[2]
- معرض الطلائع جمعية محبى الفنون الجميلة 1986.
- المعرض الأول لمصممى الديكور بنقابة الفنانين التشكيليين – فبراير 2004.

### المعارض الجماعية الدولية
- مهرجان جرش الدولي بالأردن (يونيو 1986) مسرحية «الثأر ورحلة العذاب» المسرح الحديث.[2]
- مهرجان جرش الدولي بالأردن (يونيو 1989) مسرحية «سالومى» المسرح الحديث.
- مهرجان قرطاج الدولي بتونس (نوفمبر 1999) مسرحية «رقصة سالومى الأخيرة» المسرح القومى.
- مهرجان ليالى الجزائر المسرحية «أبريل 2000» مسرحية «رقصة سالومى الأخيرة» المسرح القومى.
- مهرجان توياما العالمي لمسرح الأطفال باليابان (أغسطس 2000) مسرحية «الليلة الكبيرة» الجمعية المصرية لهواة المسرح.
- مهرجان جرش الدولي بالأردن (يونيو 2001) مسرحية «الناس اللي في الثالث» المسرح القومى.
- مهرجان القرين بالكويت (فبراير 2002) مسرحية «الناس اللى في الثالث» المسرح القومى.
- مهرجان الرباط وثيطوان بالمغرب (يوليو 2002) مسرحية «الناس اللى في الثالث» المسرح القومى "
- مهرجانى سوسة والحمامات بتونس (أغسطس 2002) مسرحية «الناس اللى في الثالث» المسرح القومى.
- مهرجان المسرح الجامعى بالمانستير بتونس أغسطس 2003 " مسرحية "اللعبة" جامعة عين شمس.
- مهرجان الدار البيضاء للمسرح الجامعى بالمغرب (سبتمبر 2003) مسرحية «أنت حر» جامعة القاهرة.
- معرض خاص بمهرجان طنجه الدولي بالمغرب ضمن عروض محور الفنون التشكيلية بالمهرجان 2004.
- مهرجان ربيع تطوان التجريبى بالمغرب ديكور مسرحية (اسمع يا عبد السميع) مسرح الطليعة مايو 2005.
- مهرجان دمشق المسرحى بسوريا ديكور مسرحية (الناس اللى في التالت) المسرح القومى نوفمبر 2006.
- مهرجان تطوان المتوسطى للمسرح المتعدد بالمغرب ديكور واخراج مسرحية (الغرباء لايشربون القهوة) 2009

### المهام الفنية التي كلف بها والاسهامات العامة
تصميم ديكور لاحتفالات دولية:
- تصميم الديكور: لحفلى الافتتاح والختام للدورة العربية الأولى لكرة القدم النسائية (نادى الزمالك 1997).
- تصميم الديكور: لحفلى الافتتاح والختام لمهرجان القاهرة الدولي (أفلام الأطفال (سينما شيراتون مارس 1998).
- تصميم الديكور: لحفلى الافتتاح والختام لمهرجان القاهرة الدولي للسينما القصيرة (مسرح سينما راديو أكتوبر 1998).
- تصميم الديكور: لحفلى الافتتاح والختام للدورة العربية لكرة اليد (استاد القاهرة ديسمبر 1998).

تصميم سينوغرافيا وديكور لمسارح القطاع العام:
- تصميم سينوغرافيا وديكور لعروض مسرحية بالجامعات والثقافة الجماهيرية.
- تصميم ديكور مسرحية «المهزلة الأرضية» كلية السياحة والفنادق 1982.
- تصميم ديكور مسرحية «البوفيه» كلية التربية الفنية – جامعة حلوان 1982.
- تصميم ديكور مسرحية «مستر كلينوف» المعهد العالى للعلاج الطبيعى 1983.
- تصميم ديكور مسرحية «المهزلة الأرضية» كلية الحقوق – جامعة القاهرة 1983.
- تصميم ديكور مسرحية «الجحيم» كلية التربية الفنية بالزمالك 1984.
- تصميم ديكور مسرحية «عطيل يعود» كلية الحقوق – جامعة عين شمس 1984.
- تصميم ديكور مسرحية الأطفال «الغريب» قصر ثقافة شبرا الخيمة 1985.
- تصميم ديكور مسرحية «رسائل قاضى أشبيلية» كلية الآداب – جامعة عين شمس 1985.
- تصميم ديكور مسرحية «الواغش» كلية التربية الفنية بالزمالك 1985.
- تصميم ديكور مسرحية «أصوات بلا صدى» المعهد العالى للتمريض 1986.
- تصميم ديكور مسرحية «اللعبة مستمرة» قصر ثقافة الإسماعيلية 1986.
- تصميم ديكور مسرحية «الغجر» قصر ثقافة الريحانى – القاهرة 1988.
- تصميم ديكور مسرحية " السود " " الجمعية المصرية لهواة المسرح 1990.
- تصميم ديكور مسرحية «ملك وكتابة» معرض القاهرة الدولى للكتاب 1990.
- تصميم ديكور مسرحية «العب يا ميمون» شركة النصر للسيارات 1994.
- تصميم ديكور مسرحية «برلمان الستات» قصر ثقافة منشأة ناصر – القاهرة 1995.
- تصميم ديكور مسرحية «كان يا مكان» قصر ثقافة منشأة ناصر – القاهرة 1996.
- تصميم ديكور مسرحية الأطفال (كوكب الفل) قصر ثقافة روض الفرج – القاهرة 2000.
- تصميم ديكور مسرحية «المهاجر» كلية التجارة جامعة عين شمس مارس 2000.
- تصميم ديكور مسرحية «مولد سيدى طناش» بيت ثقافة شبين القناطر فبراير 2001.
- تصميم ديكور مسرحية «المهزلة الأرضية» كلية التجارة – جامعة عين شمس مارس 2001.
- تصميم ديكور مسرحية «أنت حر» جامعة القاهرة 2003.
- سينوغرافيا مسرحية «ميس جوليا» ستوديو الفن 1991.
- سينوغرافيا مسرحية: خيل الحكومية " المسرح الحديث 1994.
- سينوغرافيا مسرحية «الشيطان يعظ» المسرح القومى ديسمبر 1997.
- سينوغرافيا مسرحية «الدنس» المسرح القومى سبتمبر 1998.
- سينوغرافيا مسرحية «الدخان» المسرح القومى يناير 1999.
- سينوغرافيا مسرحية «الرجل الذي فكر» المسرح القومى أكتوبر 1999.
- سينوغرافيا مسرحية (الأب) مسرح الهناجر على المسرح القومى أكتوبر 2000.
- سينوغرافيا مسرحية (خداع البصر) مركز الهناجر مارس 2001.
- سينوغرافيا مسرحية (الناس اللى في الثالث) المسرح القومى إبريل 2001.
- سينوغرافيا مسرحية (مرايا إليكترا) المسرح الحديث سبتمبر 2002.
- سينوغرافيا مسرحية (ماريونت) مسرح الطليعة أكتوبر 2003.
- سينوغرافيا مسرحية (اسمع يا عبد السميع) مسرح الطليعة فبراير 2004.
- سينوجرافيا مسرحية (شريحة وست مسامير) المسرح القومى نوفمبر 2004.
- سينوجرافيا مسرحية (فر..وطار) مسرح الغد فبراير 2005.
- سينوجرافيا مسرحية (الف حبيب وحبيبة) المسرح القومى مارس 2005.
- تصميم ديكور مسرحية (ماكبت)مسرح الطليعة أبريل 2005.
- سينوجرافيا مسرحية (للحياه رائحة أخرى) المسرح القومى مايو 2005.
- سينوجرافيا مسرحية (النيل والفرات) فرقة الجيزة القومية مايو 2005.
- سينوجرافيا مسرحية (الساعة كام) مسرح الطليعة يوليو 2005.
- تصميم ديكور مسرحية (حارة عم نجيب) مسرح الطليعة سبتمبر 2005.
- سينوجرافيا مسرحية (دقت الساعة) المسرح القومى سبنمبر 2005.
- سينوجرافيا مسرحية (ارجع يا زمان الحب) مسرح الطليعة ديسمبر 2005.
- سينوجرافيا مسرحية (حفلات التوقف عن الغناء) مركز الهناجر مايو 2006.
- سينوجرافيا مسرحية (ارض لا تنبت الزهور) فرقة طنطا القومية يوليو 2006.
- تصميم ديكور مسرحية (3×1) مسرح الطليعة مايو 2007.
- ديكور وملابس واقنعة مسرحية الأطفال (ارض المعرفة) قصر ثقافة شبرا الخيمة 2007.
- سينوجرافيا مسرحية (تغريبة جى جى ودبدوب) قصر ثقافة اسيوط مايو 2006.
- سينوجرافيا مسرحية «الفاضى يعمل قاضى» مسرح الغد سبتمبر 2008.
- سينوجرافيا مسرحية «خيانة» مسرح الطليعة سبتمبر 2008.
- سينوغرافيا وإخراج مسرحية «الغرباء لايشربون القهوة» بمهرجان تطوان المسرحى بالمغرب 2009

- سينوغرافيا مسرحية «الزير سالم» فرقة الجسزة القومية 2010
- سينوغرافيا مسرحية «أهو ده اللى صار» مركز الهناجر للابداع 2011
- سينوغرافيا مسرحية «البطل» فرقة السامر المسرحية 2011
- سينوغرافيا وأخراج مسرحية «هي مولد» 2011
- سينوغرافيا مسرحية «طقاطيق جحا» المسرح الكوميدى 2012
- سينوغرافيا أحتفالية «عندليب ليبيا» مركز الهناجر 2013
- ديكور مسرحية «أولاد ثريا» المسرح الوطنى الدوحة - قطر 2013
- سينوغرافيا مسرحي’ «ماكبت» مركز الهناجر 2013 ..إخراج: أشرف سند،

- ديكور وملابس مسرحية «زنقة الرجالة» مسح الغد.. إخراج: محمد متولى 2013
- سينوغرافيا مسرحية «خط أخمر» مسرح الطليعة على قاعة صلاح جاهين..أخراج: أسامة فوزى
- ديكور مسرحية «المصارع» المسرح الوطنى بالدوحة إخراج: سعد بورشيد 2014
- سينوغرافيا مسرحية «ثورة الأقنعة» قاعة منف بالجيزة..إخراج: حسن الوزير 2015
- سينوغرافيا مسرحية «الخادم الأخرس» مسرح الميدان بالطليعة..إخراج: أشرف سند 2015
- سينوغرافيا مسرحية «البيانو» قصر ثقافة الريحانى إخراج: حسن الوزير 2017
- ديكور وملابس مسرحية «القطط» المسرح القومى للأطفال أخراج: صفوت صبحى 2018
- ديكور وملابس مسرحية «أيام صفراء» مركز الهناجر إخراج: أشرف سند 2019
- ديكور مسرحية «نوح الحمام» مسرح الطليعة أخراج: أكرم مصطفى 2019
- ديكور وملابس مسرحية " مقامات مصرية.. فرقة السامر إخراج: حسن الوزير 2019
- ديكور مسرحية «أهتزاز» مركز الهناجر إخراج: حسن الوزير 2019
- سينوغرافيا مسرحية «المجانيين» ق.ث. مصر الجديدة إخراج: صفوت صبحى 2019
- ديكور وملابس مسرحية «فطائر التفاح» مسرح الغد  إخراج: محمد متولى 2019
- تصميم ديكور مسرحية " ملحمة أكتوبر " جامعة عين شمس .. أخراج : محمد زكى  2020
- تصميم ديكور مسرحية " المهان " ق ث مصر الجديدة .. أخراج : صفوت صبحى 2020
- تصميم ديكور وملابس مسرحية " الصندوق " .. مسرح الطليعة زز أخراج : رضا حسنين 2021
- تصميم ديكور مسرحية " قرب .. قرب  " مسرح الهناجر .. أخراج : شادى سرور .. 20 23
- تصميم ديكور مسرحية " رصاصة فى القلب "  المسرح القومى .. أخراج : مروان فيصل .. 2024
- سينوغرافيا مسرحية " ودارت الأيام " مسرح الهناجر .. أخراج : فادى فوكيه .... 2024
- تصميم ديكور مسرحية " الأرتيست " مسرح الهناجر .. أخراج : محمد زكى ... 2024

 أعمال نحت (تماثيل وأقنعة) خاصة بعروض مسرحية:
- نسخة من تمثال «نهضة مصر» لمسرحية «الحق خدلك قالب» مسرح الشباب 1991.
- نسخة من تمثال «رمسيس» لمسرحية «خيل الحكومة» المسرح الحديث 1994.
- نسخ من بعض أعمال التماثيل والأقنعة للفنان العالمي «جويا» لمسرحية «جويا والفاتنة» مسرح الطليعة 1996.
- أعمال التماثيل والأقنعة لمسرحية «وداعا يا بكوات» المسرح القومى 1997.
- أعمال النحت لمسرحية «المرأة التي تكلم نفسها» مسرح الطليعة أبريل 1997.
- أعمال النحت لمسرحية «طعم الكلام» مسرح الطليعة يوليو 1997.
- أعمال النحت لمسرحية «تحت التهديد» مسرح الطليعة 1998.
- أعمال النحت لمسرحية «سالومى» قصر ثقافة الانفوشى – الإسكندرية 1998.
- أعمال النحت والتماثيل لمسرحية «رقصة سالومى الأخيرة» المسرح القومى 1999.
- أعمال الرسم والحفر بالصحافة المصرية:
- رسومات مصاحبة لأعمال الشعر والقصة بمجلة «الجديد» من 1979 – 1981.
- رسومات مناسبات بجريدة الأخبار من 1979 – 1984.

### الإخراج المسرحي
الإخراج المسرحى لكل من المسرحيات الآتية:
- إخراج مسرحية «المهزلة» كلية التربية الفنية – جامعة حلوان 1977.
- إخراج أمسية شعرية «صور ناطقة» عن أعمال الفنان / حسين بيكار جامعة حلوان 1978.
- إخراج مسرحية «حفلة على الخازوق» كلية التربية الفنية – جامعة حلوان – نوفمبر 1979.
- إخراج مسرحية «احترسوا من الجراد» نادى بهتيم الرياضى أكتوبر 1980.
- إخراج مسرحية «الغرباء لا يشربون القهوة» جامعة حلوان 1980.
- إخراج مسرحية «أحلام البسطاء» كلية الآداب – جامعة عين شمس مارس 1982.
- إخراج مسرحية «زيارة السيدة العجوز» مطرانية شبرا الخيمة 1978.
- إخراج مسرحية «حصة الأناشيد» الجمعية المصرية لهواة المسرح 1978.
- إخراج مسرحية «ميس جوليا» ستوديو الفن (جلال الشرقاوى) 1992.
- إخراج مسرحية «المتمرد» معرض القاهرة الدولي للكتاب يناير 1993.
- إخراج مسرحية «الدنس» المسرح القومى سبتمبر 1998.
- إخراج مسرحية «الغرباء لا يشربون القهوة» مهرجان تطوان بالمغرب ديسمبر 2009
- إخراج مسرحية «هي مولد» أكاديمية الفنون والثقافة 2012
- أخراج أمسية " وطن واحد " .. مسرح الطليعة 2014
- أخراج مسرحية " ودارت الأيام " مسرح الهناجر 2024

### المؤلفات والأنشطة الثقافية
- مدير مهرجان شبرا الخيمة للمسرح الحر (الرابع عشر) 2006.
- مدير مهرجان الرواد المسرحى الدورة الأولى والثانية والخامس - 2012-2008 - 2009.
- ملتقى مرتيل الخامس لمسرح الأطفال بالمغرب التدريب والإشراف على ورشة في السينوجرافيا والإخراج المسرحى مايو 2008.
- التدريب والإشراف على ورشة في السينوجرافيا والإخراج المسرحى ضمن فاعليات ملتقى مرتيل السادس لمسرح الأطفال بالمغرب يونيو 2009.
- المشاركة بورقة عمل بعنوان " مسرح الطفل وتحديات الصورة _ ملتقى مرتيل الخامس لمسرح الأطفال 2008
- المشاركة بورقة عمل بعنوان «المسرح العربي..واقع وآفاق..مصر نموذج» مهرجان تطوان المتوسطى للمسرح المتعدد 2010
- المشاركة بورقة عمل بعنوان «مسرح الطفل من النص إلى العرض» ملتقى مرتيل التاسع لمسرحالأطفال2012
- المشاركة بورقة عمل وبحث في مؤتمر «المسرح والذاكرة» بالمركز الدولى لدراسات الفرجة بمدينة طنجة بالمغرب في مهرجان طنجة للفنون المشهدية الحادى عشر 2015

## زيارات الفنية
- متحف اللوفر بباريس- متحف الفن الحديث بباريس.
- زيارات عامة لكل من تونس- المغرب- الأردن- الجزائر- اليابان-   فرنسا _ سوريا._ الكويت _ الأمارات

## الجوائز الحاصل عليها

### الجوائز المحلية
- جائزة أفضل ديكور بمهرجان الثقافة الجماهيرية عن مسرحية (المحاكمة) 1989.
- جائزة أفضل ديكور سينمائي عن فيلم (ايليا) مهرجان الإسكندرية للفيلم المسيحي 2004.
- جائزة أفضل ديكور عن فيلم (الشهيد استفانوس) مهرجان إسكندرية للفيلم المسيحي 2005.
- تكريم في مهرجان (باكسير) المسرحى 2006.
- تكريم في (مهرجان شبرا الخيمة للمسرح الحر) 2006.
- تكريم في (مهرجان المسرح العربى) 2006.
- جائزة أفضل سينوغرافيا في مهرجان المسرح العربى (مسرحية هي مولد) 2012
- جائزة أفضل تصميم ديكور عن مسرحية «أيام صفراء» المهرجان القومى للمسرح 2019
- جائزة أفضل سينوغرافيا من مهرجان القاهرة الدولى للمونودراما عن عرض " ودارت الأيام [1]

## تكــريمات
. - تكريم من مهرجان على أحمد باكثير (2005)
- تكريم من مهرجان المسرح العربى ( 2006)
- تكريم من مهرجان شبرا الخيمة للمسرح الحر (2005)
- تكريم من مهرجان مرتيل لمسرح الأطفال بالمغرب ( مايو 2007 )
- تكريم من مهرجان تطوان بالمغرب ( 2009)
- جائزة أفضل سينوغرافيا بمهرجان المسرح العربى عن عرض " هى  مولد "  (2012)
- جائزة أفضل ديكور بالمهرجان القومى للمسرح – مسابقة الكبار- الدورة 12 (2019) عن ديكور مسرحية " أيام صفراء " 
-  تكربم فى المهرجان القومى للمسرح المصرى.. الدورة 15 ( 2022)
-  تكريم فى مهرجان تطوان الدولى لمسرح الطفل  الدورة 14  (2023)
- شهادة تقدير بمهرجان سوسا الدولي الدورة (44) تونس 2002.
- جائزة أفضل ديكورعن مسرحية «أنت حر» مهرجان المسرح الجامعى الدورة (15) الدار البيضاء- المغرب 2003.
- شهادة تقدير من ملتقى مرتيل السادس لمسرح الأطفال بالمغرب 2009.
- تكريم من مهرجان تطوان المسرحى الدولي بالمغرب 2009
- جائزة أفضل سينوغرافيا عن عرض«هي مولد» مهرجان المسرخ العربي 2012
- ترشيح لجائزة أفضل سينوغرافيا..مهرجان فاس الدولى بالمغرب (مسرحية ماكبت) 2014
- جائزة أفضل سينوغرافيا من مهرجان القاهرة الدولى للمونودراما عن عرض " ودارت الأيام [1]